# Is Angurtidorgius

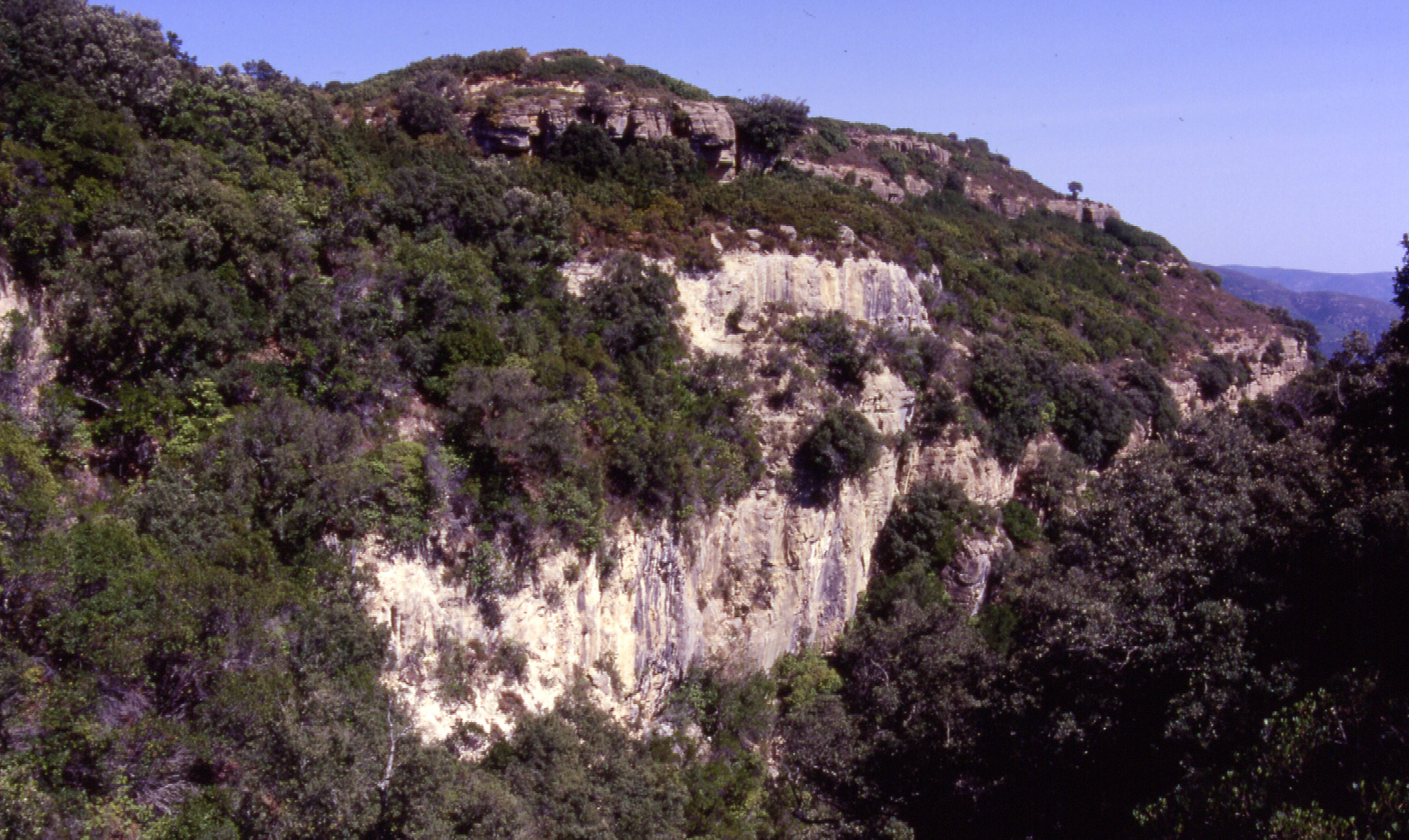
La gola di "Strumpu Costedda", all'interno si apre il "Ramo Serra" della grotta de "Is Angurtidorgius" (: "gli inghiottitoi")

Is Angurtidorgius è un complesso carsico di grotte umide situate nel Salto di Quirra in territorio del comune di Perdasdefogu nella parte orientale della Sardegna.
All'interno delle grotte, che si estendono per oltre 11 km., scorre un corso d'acqua che, precipitando da una parete rocciosa, diviene una cascata chiamata Is Canneddas de Tùvulu; questa si trova all'interno dei confini del poligono sperimentale e di addestramento interforze.
All'interno delle grotte vivono specie animali endemiche quali l'Euproctus platycephalus (noto come il tritone sardo) che risulta essere uno dei vertebrati più rari fra quelli minacciati d'Italia ed Europa, il geotritone imperiale, il discoglosso sardo.